# 아웃레이저스 포춘
《아웃레이저스 포춘》(영어: Outrageous Fortune)는 2005년부터 2010년까지 방영된 뉴질랜드의 드라마이다.